# Dieter Erler
Pour les articles homonymes, voir Erler.
Dieter Erler, né le 28 mai 1939 à Glauchau, mort le 10 avril 1998 à Chemnitz, est un footballeur est-allemand des années 1950 et années 1960.

## Biographie
En tant que milieu, Dieter Erler fut international est-allemand à 47 reprises (1959-1968) pour 12 buts.
Il commença sa carrière au VfB Glauchau, puis au Wismut Gera, sans rien remporter. 
Il signa ensuite dans le club de SC Wismut Karl-Marx-Stadt, où il remporta une DDR-Oberliga en 1959 et finaliste de la Coupe de RDA la même année. 
Il signa en 1963 au SC Karl-Marx-Stadt avec qui il fut finaliste de la Coupe de RDA en 1969 et remporta une DDR-Liga en 1971. Il fut récompensé par le titre de Footballeur est-allemand de l'année en 1967.

## Clubs
- 1953-décembre 1957 :  VfB Glauchau
- décembre 1957-janvier 1959 :  Wismut Gera
- janvier 1959-1963 :  SC Wismut Karl-Marx-Stadt
- 1963-1972 :  SC Karl-Marx-Stadt

## Palmarès
- Championnat de RDA de football

- - Champion en 1959
- Championnat de RDA de football D2
  - Champion en 1971
- Coupe d'Allemagne de l'Est de football
  - Finaliste en 1959 et en 1969
- Footballeur est-allemand de l'année
  - Récompensé en 1967